# Lambari d'Oeste
Lambari d'Oeste é um município brasileiro do estado de Mato Grosso.

## História
O local onde está situado o município de Lambari d’Oeste já foi conhecido por Gleba Cerejeira, tendo sido adquirido e loteado pela família Fidelis. A denominação Lambari surgiu a partir de 1956, através de Luíz Vitorazzi, um dos fundadores da localidade. Em tempos difíceis, de abertura da mata e escassez de mercadorias. 
O pioneiro Vitorazzi utilizou-se de todos os recursos para dar conforto e alimento aos seus familiares e, em certa ocasião, ao derrubar uma árvore sobre um riacho encontrou enorme quantidade de peixes (lambaris), municiou-se da melhor maneira possível, e pescou o que pode. A partir dessa época Luíz Vitorazzi denominou o curso d’água de Ribeirão Lambari. 
Algum tempo depois, a Colonizadora Rio Branco oficializou a denominação do córrego Lambari, incluindo-o nos mapas cartográficos que caracterizam esta porção territorial oestina. Por muitos anos o lugar ficou conhecido por Vilarejo do Lambari. 
Em 20 de dezembro de 1991, através da Lei Estadual nº 5.914, foi criado o município de Lambari d’Oeste. O termo "d’Oeste", foi acrescentado para diferenciá-lo de outro município existente no Estado de São Paulo. 

## Geografia
Localiza-se a uma latitude 15º19'24" sul e a uma longitude 58º00'13" oeste, estando a uma altitude de 186 metros. Sua população estimada em 2020 era de 6 186 habitantes.

## Economia
A base econômica do município é a pecuária semi-intensiva. A agricultura caracteriza-se pelas culturas de arroz, feijão, milho, mandioca e cana-de-açúcar.

## Religião
Religião no Município de Lambari D'Oeste segundo o censo de 2010.
| Religião       | %    |
| -------------- | ---- |
| Catolicismo    | 64,7 |
| Protestantismo | 17,5 |
| Outras         | 2,9  |
| Sem religião   | 14,9 |

## Últimos prefeitos eleitos
| Ano  | Prefeito               | Partido | Votos | %     | Ref    |
| ---- | ---------------------- | ------- | ----- | ----- | ------ |
| 2004 | Luiz Preto             | PTB     | 1.338 | 40,44 | [ 8 ]  |
| 2008 | Maria Manea            | PP      | 1.696 | 52,06 | [ 9 ]  |
| 2012 | Maria Manea            | PSD     | 1.981 | 53,54 | [ 10 ] |
| 2016 | Edvaldo                | PSB     | 1.410 | 38,10 | [ 11 ] |
| 2020 | Marcelinho da Bem Star | PDT     | 1.345 | 39,20 | [ 12 ] |